# Al di là (brano musicale)
Al di là  è un brano musicale scritto e arrangiato da Mogol e Carlo Donida, presentato al Festival di Sanremo 1961 nell'interpretazione in abbinamento di Betty Curtis e Luciano Tajoli. Inizialmente la canzone era stata assegnata a Tony Dallara che preferì invece presentarsi al festival con una canzone scritta dal rappresentante della scuola musicale genovese Gino Paoli.
Il brano fu il nono ad essere eseguito nella prima serata, dapprima nella versione della Curtis, qualificandosi tra le 12 finaliste. Infine si impose con la formula denominata Votofestival, il sistema di votazione legato alle schedine dell'Enalotto. Fu il primo ed unico Festival vinto dai due artisti, ed il primo dei quattro totali in cui primeggiò l'autore Mogol.
Grazie alla vittoria il brano fu ammesso all'Eurovision Song Contest 1961, dove fu proposto dalla Curtis e si classificò al 5º posto a pari merito con il brano rappresentante la Danimarca.
Il brano fu pubblicato come 45 giri sia da Betty Curtis, insieme a Vicino a te, sia da Tajoli, su disco che riportava come lato B Notturno senza luna, altro brano presentato in quell'edizione di Sanremo da Aura D'Angelo e Silvia Guidi.
Anche Milva incise il brano come singolo, insieme a Lady Luna, altro brano sanremese, come Un uomo vivo, brano interpretato alla manifestazione da Tony Dallara e inserito sul lato A del disco contenente anche la sua versione di Al di là, pubblicato dall'etichetta Music. Emilio Pericoli ne propose una sua interpretazione, che ottenne successo negli Stati Uniti. Non poteva mancare la versione di Claudio Villa, sempre nel 1961 e che fu inserita nell'album Villa in Tokyo. Sandra Reemer incide, nel 1961, il brano per il mercato olandese ed inserito nell'album Net als Wij. Troviamo una versione del brano anche nel doppio album "The very best of Sandler & Young". Nel 1986 André Hazes inserisce una cover del brano nel suo album Innamorato pubblicato nei Paesi Bassi ed in Russia (EMI, CDP 74 6303 2). Nel 1997 Patrick Dimon inserisce la cover del brano nell'album Special italiano per il mercato brasiliano (Polydisc, 482.323).

## Classifiche

### Classifica settimanale
| Classifica (1961) | Posizione | Artista        |
| ----------------- | --------- | -------------- |
| Italia            | 3         | Luciano Tajoli |
| Italia            | 11        | Betty Curtis   |

### Classifica annuale
| Classifica (1961) | Posizione | Artista        |
| ----------------- | --------- | -------------- |
| Italia            | 43        | Luciano Tajoli |
| Italia            | 63        | Betty Curtis   |